# Бранкованове
Бранкова́нове — село Чогодарівської сільської громади у Березівському районі Одеської області, Україна. Населення становить 367 осіб.
05.02.1965 Указом Президії Верховної Ради Української РСР передано Бранкованівську сільраду Фрунзівського району до складу Ширяївського району.

## Населення
Згідно з переписом УРСР 1989 року чисельність наявного населення села становила 345 осіб, з яких 162 чоловіки та 183 жінки.
За переписом населення України 2001 року в селі мешкало 367 осіб.

### Мова
Розподіл населення за рідною мовою за даними перепису 2001 року:
| Мова       | Відсоток |
| ---------- | -------- |
| українська | 85,83 %  |
| молдовська | 10,08 %  |
| російська  | 3,27 %   |
| гагаузька  | 0,54 %   |
| болгарська | 0,27 %   |

## Постаті
- Сокуренко Володимир Гаврилович (1921—1994) — український радянський правознавець, доктор юридичних наук, професор.
- Цибульський Олександр Валерійович (1994—2014) — солдат Збройних сил України, учасник російсько-української війни.